# 州西站
州西站（韓語：주서역）是朝鮮民主主義人民共和國咸鏡南道咸州郡州西里的一個鐵路車站，属于平罗线。

## 邻近车站
平罗线
咸州站 - 州西站 - 咸兴站